# 伊夫朗德
伊夫朗德（法語：Yvrandes，法語發音：[ivʁɑ̃d] ⓘ）是法国奥恩省的一个旧市镇，位于该省西北部，属于阿让唐区。2015年1月1日，伊夫朗德和相邻的另外6个市镇合并为新市镇坦什布赖博卡日（Tinchebray-Bocage）。

## 地理
伊夫朗德（48°43'13"N, 0°44'57"W）面积10.33 平方千米，位于法国诺曼底大区奧恩省，该省份为法国西北部内陆省份，北起顺时针与卡爾瓦多斯省、厄尔省、厄尔-卢瓦省、萨尔特省、马耶讷省和芒什省接壤。
与伊夫朗德接壤的市镇（或旧市镇、城区）包括：坦什布赖、博谢讷、圣科尔尼耶德朗德。
伊夫朗德的时区为UTC+01:00、UTC+02:00（夏令时）。

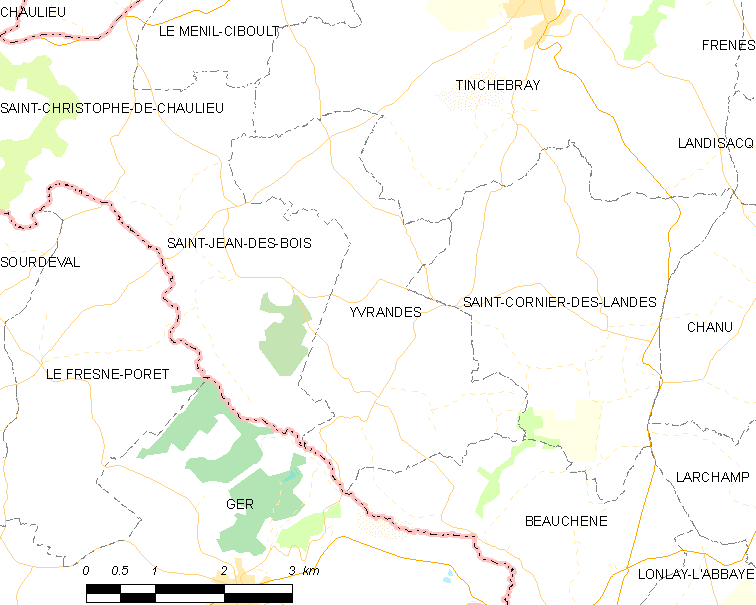
伊夫朗德的OSM定位图

## 行政
伊夫朗德的邮政编码为61800，INSEE市镇编码为61513。

## 政治
伊夫朗德所属的省级选区为栋夫龙昂普瓦赖县。

## 人口

1962-2008年间伊夫朗德人口变化图示

伊夫朗德于2018年1月1日时的人口数量为155人。